# Gisement de diatomite de Foufouilloux
Le gisement de diatomite de Foufouilloux est situé près du hameau de Foufouilloux, sur la commune de Virargues et partiellement sur celle de Murat (Cantal, région Auvergne-Rhône-Alpes), en France. Par plusieurs carrières est extraite de la diatomite du gisement proche des hameaux d'Auxillac et Foufouilloux.

## Localisation
Le gisement d'Auxillac-Foufouilloux occupe une cuvette elliptique de 1 300 × 800 m située en bordure de la planèze de Chalinargues, environ 1,5 km au nord-est de Murat.

## Histoire
Le gisement d'Auxillac-Foufouilloux est découvert en 1893 par Marcellin Boule et Jean Pagès-Allary. Une exploitation minière à ciel ouvert commence à Auxillac en 1899 puis à Foufouilloux en 1903. La diatomite, alors appelée la « roche qui flotte », est isolante et incombustible : elle fut initialement utilisée sous forme de poudre pour garnir les chaudières, les conduites de vapeur et les coffres-forts. De multiples autres usages se révèleront par la suite. Alfred Nobel utilisa la diatomite pour stabiliser la nitroglycérine afin de fabriquer de la dynamite, brevetée en 1867.
Le gisement a été exploité par plusieurs carrières voisines, celles de Foufouilloux sont en exploitation (Pré de l’âne, Nord et Pré de Nazerolles),. 

## Géologie
Le gisement d'Auxillac-Foufouilloux est daté vers la limite Miocène-Pliocène (environ 5,3 millions d'années). La diatomite résulte de l'accumulation des valves siliceuses de diatomées (des algues phytoplanctoniques), de trois types de l'embranchement des Bacillariophyta : Cyclotella, Synedra (de), et Melosira. L'origine de la dépression, anciennement occupée par le lac à diatomées, n'est pas connue avec certitude, l'hypothèse la plus vraisemblable est qu'il s'agisse d'un cratère d'explosion phréatomagmatique.
La puissance totale atteint 30 m par endroits, mais elle est très variable car le dépôt a été morcelé par l'érosion glaciaire. La protection de la diatomite a été assurée par un dépôt morainique dont l'épaisseur dépasse parfois 25 m. Le substratum est constitué par une brèche contenant des fragments trachyandésitiques. La sédimentation siliceuse s'est effectuée en varves annuelles, épaisses de 0,3 mm environ. Le nombre de varves étant d'environ 50 000, la durée de dépôt peut être estimée à au moins 50 000 ans.

## Valorisation
Extraite du site de Foufouilloux par Imerys, la diatomite alimente l'usine de transformation de Murat (46 salariés) située à 5 km de la carrière, produisant, pour 60 000 tonnes de minerai extrait, 20 000 tonnes de terre de diatomée par an réparties en 16 références de produits. À partir de 2014, en zone nord du site, des travaux de réhabilitation d'une carrière épuisée ont succédé aux extractions permettant une remarquable renaturalisation.
Le groupe Chemviron, acquéreur de l'usine de Riom-ès-Montagnes plus connue sous le nom de CECA, transforme et conditionne avec 45 salariés (fin 2018) divers produits à base de diatomite extraite également d'une carrière à Foufouilloux, après l'épuisement en 1994 de la mine de La Bade à Collandres dans la vallée de la Véronne. Ce groupe exploite également l'autre site français d'extraction de diatomite situé à Saint-Bauzile (Ardèche).
La diatomite est conditionnée après broyage, nettoyage, dessication... notamment sous les appellations de terre de diatomée, terre d'infusoires, célite ou encore kiéselgur.

## Utilisation
Les usages sont très diversifiés. La diatomite sert notamment pour réaliser agents filtrants (industrie alimentaire, chimie, pharmacie, métallurgie, traitement des eaux) car les micropores des frustules servent de tamis ultrafin (0,7 à 2 µm), comme additif pour certains ciments, pour constituer des charges minérales (agent matant et satinant dans les peintures, charges en papeterie, plaques filtrantes, anti-bloquant dans les films en polyéthylène, anti-mottant dans les aliments pour animaux, supports de catalyseurs, empreintes dentaires…), comme absorbants (élimination de microbes et contaminants dans les eaux) et d'autres applications spécifiques (utilisation pharmaceutiques et biomédicales...). 
La terre de diatomée sert également de pesticide naturel et non toxique, notamment en agriculture biologique : les particules de silice provoquent des lésions du tube digestif des insectes, en particulier les blattes, et des lésions superficielles de la carapace qui entraînent leur mort par déshydratation. Cette méthode est aussi efficace pour l'éradication des punaises de lit. 

## Galerie

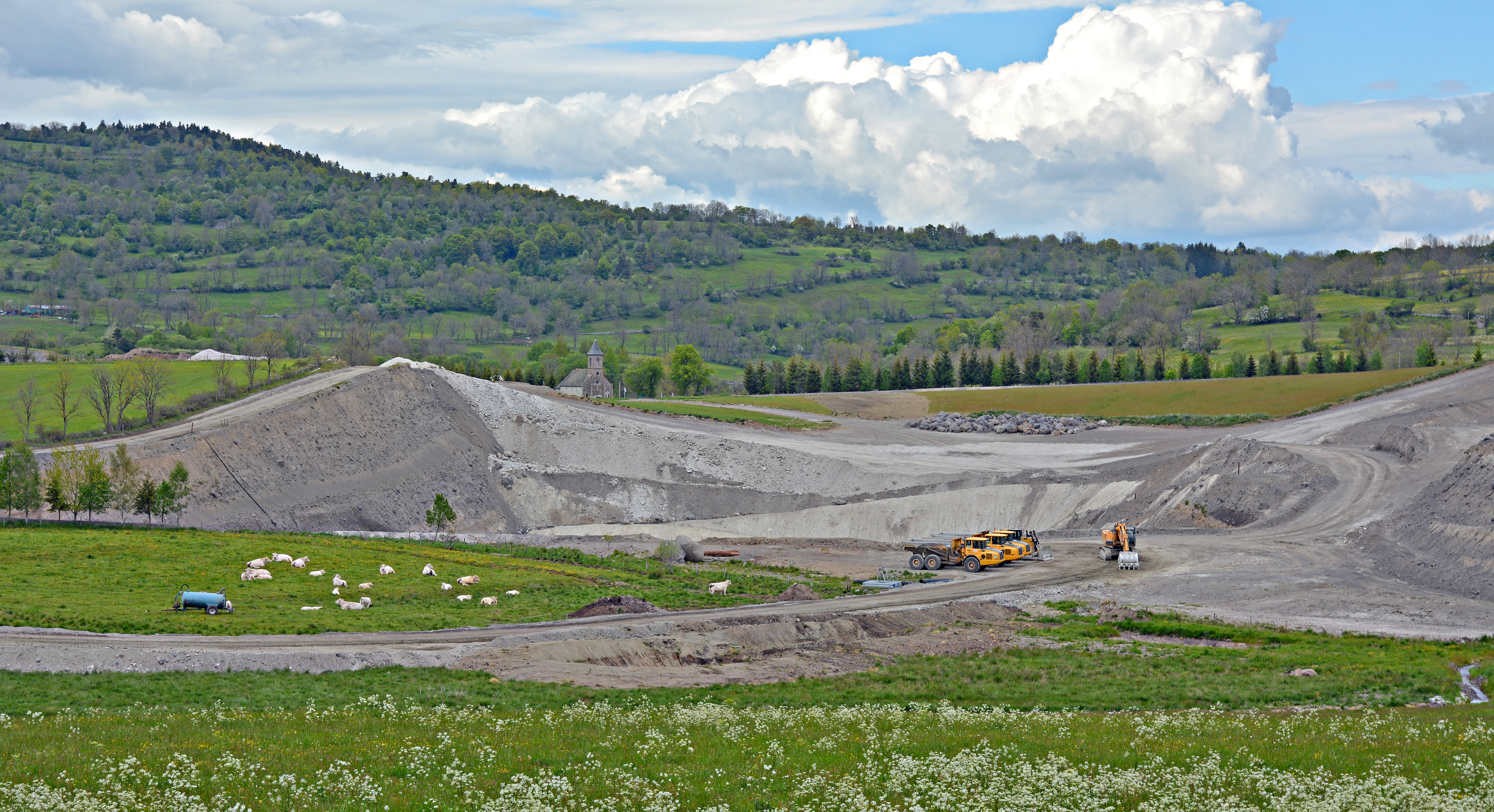
Le gisement en 2014 et la chapelle Sainte-Reine de Virargues.
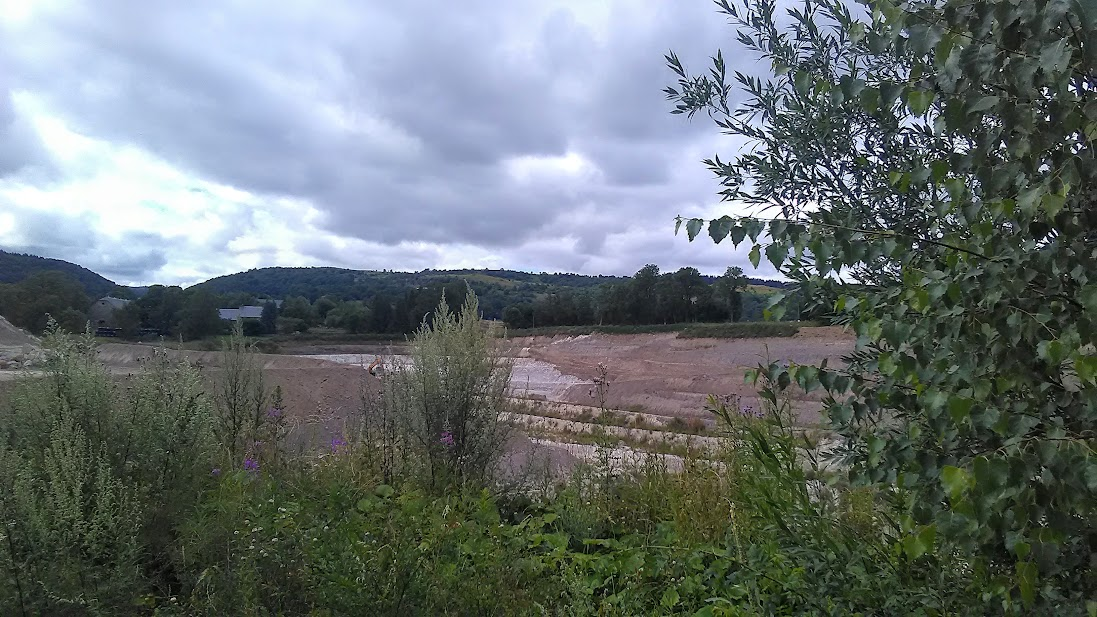
Carrière de Foufouilloux en exploitation par Imérys (partie Sud-Ouest). Au fond, hameau de Foufouilloux.
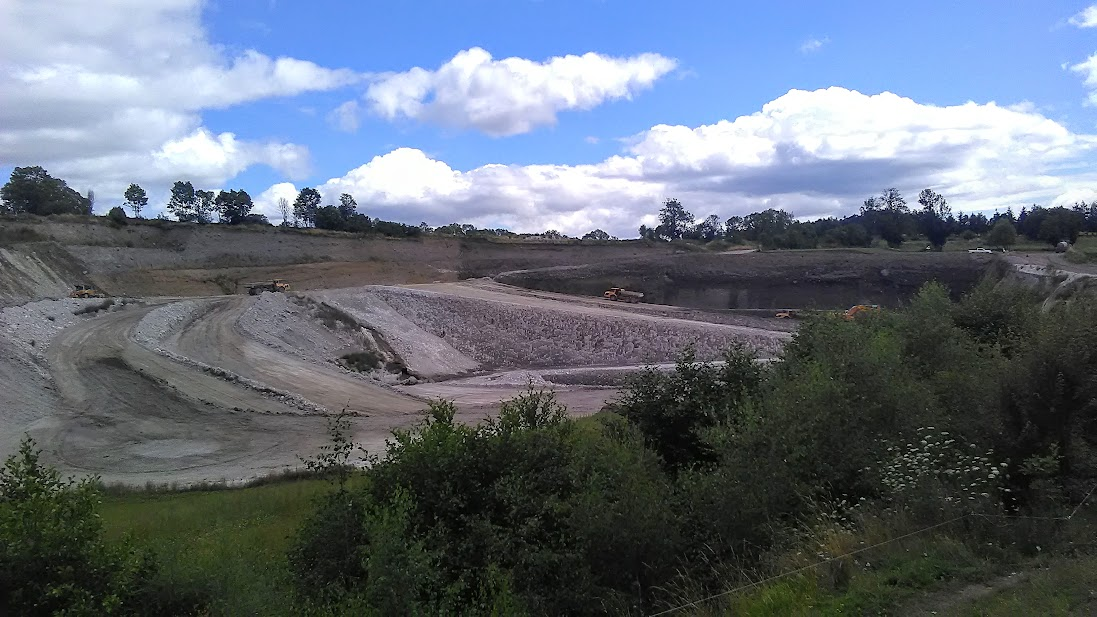
Carrière de Foufouilloux exploitée par Chemviron (partie Nord-est).
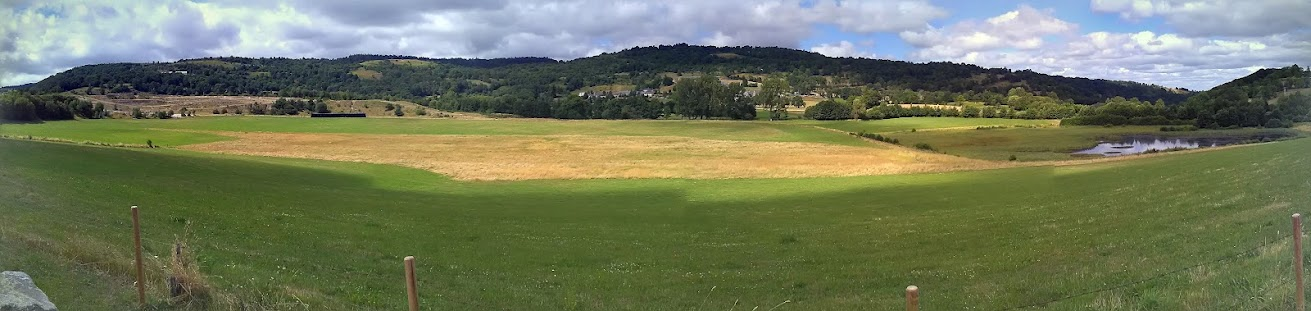
Diaporama site de Foufouilloux Nord-Ouest. Terrains réhabilités. Au loin, hameau d'Auxillac.
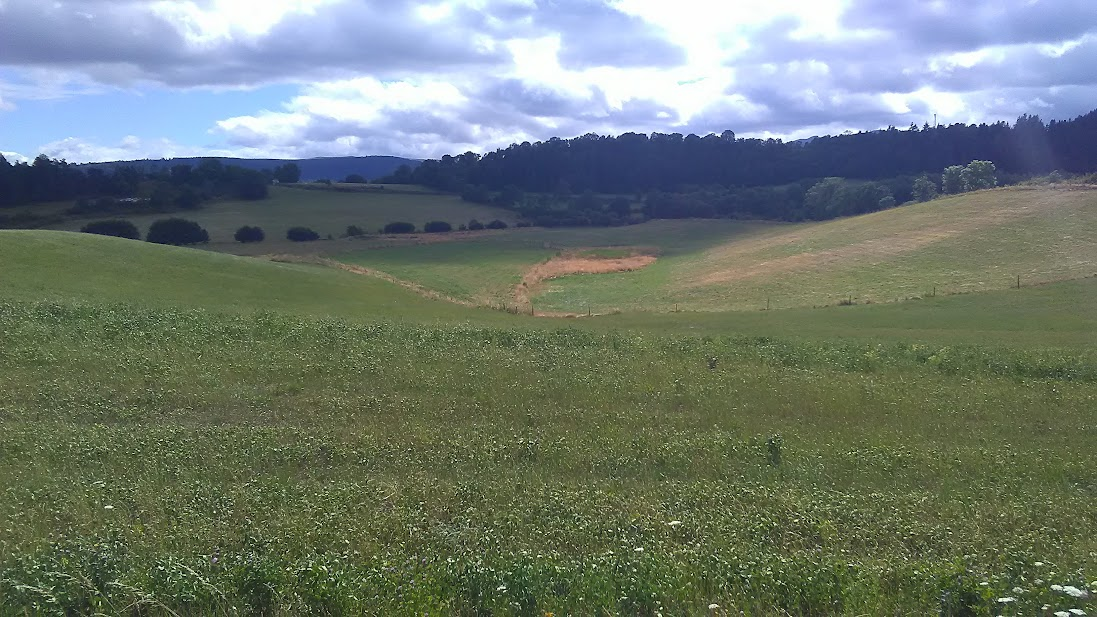
Site de Foufouilloux (partie Sud-Est). Terrains réhabilités.